# Kunisaki
Kunisaki (国東市, Kunisaki-shi) est une municipalité ayant le statut de ville dans la préfecture d'Ōita, au Japon.

## Géographie

### Situation
La ville de Kunisaki est située dans le nord-est de la préfecture d'Ōita et forme la pointe de la péninsule de Kunisaki.

### Démographie
Au 1er septembre 2015, la population de Kunisaki s'élevait à 29 070 habitants répartis sur une superficie de 318,07 km2.

### Municipalités voisines
| Bungotakada           | mer intérieure de Seto | mer intérieure de Seto |
| Bungotakada / Kitsuki | Kunisaki               | mer intérieure de Seto |
| Kitsuki               | Kitsuki                | mer intérieure de Seto |

## Histoire
Le bourg de Kunisaki a été créé en 1894. Il obtient le statut de ville en 2006.

## Culture locale et patrimoine
- Futago-ji

## Transports
L'aéroport d'Ōita se trouve sur le territoire de la ville.

## Symboles municipaux
L'arbre symbole de la municipalité de Kunisaki est le camphrier, sa fleur symbole la fleur de colza et son oiseau symbole le faisan versicolore, oiseau national du Japon.